# Український науково-дослідний інститут зв'язку
Украї́нський науко́во-до́слідний інститу́т зв'язку́ (УНДІЗ) організований в 1991 році на базі Київського відділення Центрального науково-дослідного інституту зв'язку Міністерства зв'язку СРСР і є головним системним галузевим інститутом Державного комітету зв'язку та інформатизації України. Відповідно до Постанови Кабінету Міністрів України від 04.02.93 р. № 92 УНДІЗ несе відповідальність за науково-технічне забезпечення розвитку електричного і поштового зв'язку в Україні, проводить системні дослідження, координує виконання комплексних досліджень за участю всіх підприємств і організацій, підпорядкованих Державному комітету зв'язку та інформатизації України та інших міністерств і відомств України.
Основними напрямками діяльності є:
- Рішення загальних проблем та розробка концепцій та нормативних документів, які визначають наукову та технічну політику галузі та регулювання відносин між операторами зв'язку.
- Розробка технологій, технічних засобів і питань функціонування та розвитку систем зв'язку (транспортної мережі, мережі доступу, телефонного, документального, поштового зв'язку).
- Розробка питань електроживлення та електропостачання, а також збереження енергоресурсів підприємств зв'язку.
- Розробка питань технічної експлуатації і управління функціонування мереж і систем зв'язку.
- Дослідження нових систем та новітніх технологій зв'язку (асинхронний режим перенесення інформації, інтелектуальні мережі тощо)
- Розробка галузевої нормативної бази у напрямку стандартизації в галузі зв'язку
- Сертифікація систем, технічних засобів та послуг зв'язку
- Економіка підприємств зв'язку та галузі в цілому.
- Розробка галузевої нормативної бази з питань охорони праці, техніки безпеки на підприємствах та організаціях зв'язку та технічного захисту інформації в галузі
- Міжнародне співробітництво і представлення та захист інтересів України в міжнародних організаціях.
- Виконання системних робіт в галузі електричного і поштового зв'язку.
- Науково-технічний супровід реалізації комплексної програми створення єдиної національної системи зв'язку України, здійснення взаємозв'язку системних досліджень в підгалузях електрозв'язку і поштового зв'язку з системами радіозв'язку, радіовешанія і телебачення.

Щорічно в УНДІЗ проводяться міжнародні науково-практичні семінари та конференції з проблем та перспектив розвитку зв'язку.
У 1996 році в УНДІЗ створено Центр сертифікаційних випробувань «УНДІЗ», що складається з семи випробувальних лабораторій в усіх напрямках провідний електричного та поштового зв'язку.
З 1999 року в УНДІЗ діє аспірантура за спеціальностями 05.12.02 та 15.12.13 та спеціалізована наукова рада, де приймаються вступні іспити до аспірантури та проходить захист кандидатських дисертацій на здобуття наукового звання к.т.н. за спеціальністю 05.12.13.